# Moritz von Savoyen

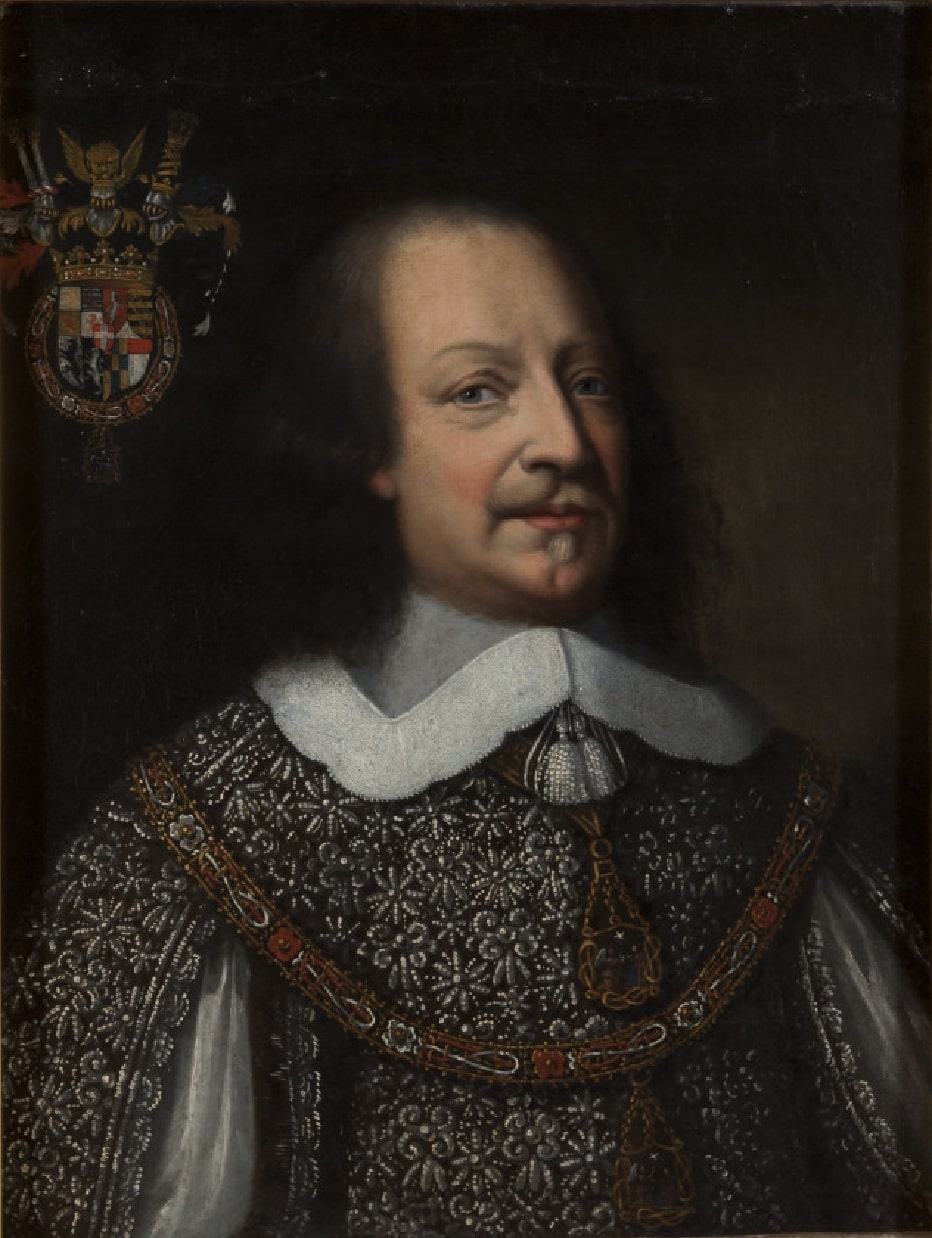
Moritz von Savoyen

Moritz von Savoyen (italienisch Maurizio di Savoia, * 10. Januar 1593 in Turin; † 3. Oktober 1657 ebenda) war ein Kardinal der Römischen Kirche.

## Leben
Als Sohn des Herzogs von Savoyen Karl Emanuel I. und seiner Frau Catalina von Spanien zählt er zu den sogenannten dynastischen Kardinälen. Seine Erhebung erfolgte 1607 durch Papst Paul V., der dem Kardinal auch den Dispens erteilte, auf die kirchlichen Weihen zu verzichten. Maurizio di Savoia war damit die Möglichkeit gegeben, in den weltlichen Stand zurückzukehren, wenn dies aus dynastischen Zwecken notwendig sei. Sein Leben beschloss er tatsächlich als Ehemann seiner sechsunddreißig Jahre jüngeren Nichte.
Maurizio di Savoias Mutter war die Schwester von Philipp III. Die Kurie fürchtete mit der Ernennung Maurizios zum Kardinal eine Stärkung der spanischen Fraktion und zögerte lange mit der Vergabe des Kardinalshuts. Zu den erklärten Zielen seines Vaters Karl Emanuel I. gehörte es, für seine Familie den Kardinalshut zu erringen. Die Familie wies zwar bereits einen Kardinalshut auf, da der Gegenpapst Felix V. im 15. Jahrhundert als Dank für seinen Rücktritt mit einem solchen ausgezeichnet wurde. Angesichts seiner reichlichen Nachkommenschaft versuchte Karl Emanuel, für seine Nachkommenschaft diese einflussreiche Auszeichnung zu erringen. Clemens VIII. schlug er 1589 erst seinen damals erst zweijährigen Sohn Viktor Amadeus vor und dann seinen viertgeborenen Sohn Maurizio di Savoia. Mit der Entsendung eines Kardinals di Savoia an die Kurie sollte die enge Verflechtung mit Rom gewährleistet werden. Zudem würden dann die Familie der Savoyer mit den Herrscherhäusern Gonzaga, d’Este, Medici und Farnese ebenbürtig sein. Das lange Zögern der Kurie, dem Wunsch von Karl Emanuel nachzukommen, lag vor allem daran, dass Maurizio di Savoia über seine Mutter leiblicher Neffe des Königs Philipp III. von Spanien war. Papst Paul V. befürchtete vor allem, dass der frühere Kardinalnepot Pietro Aldobrandini durch die Anwesenheit eines savoyischen Prinzkardinals großen Einfluss auf die spanische Fraktion an der Kurie erhalten würde. Seinen Sohn als Kardinal setzte Karl Emanuel erst durch, als er sich konsequent weigerte, die Bischofs- und Inquisitorenernennungen in seinem Herzogtum anzuerkennen.

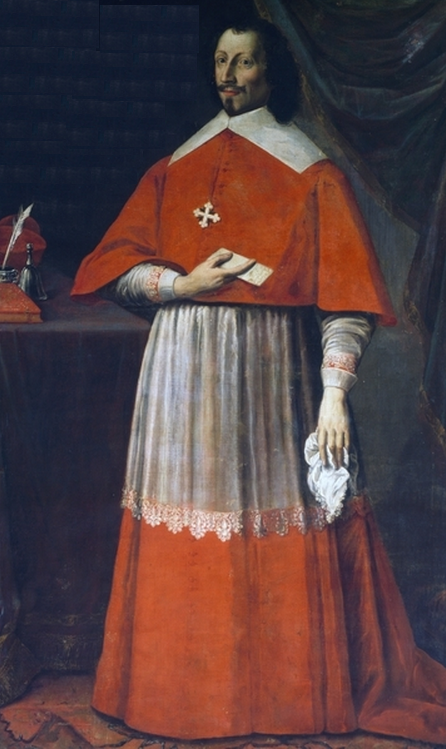
Im Kardinalsornat (Ölgemälde 17. Jh.)

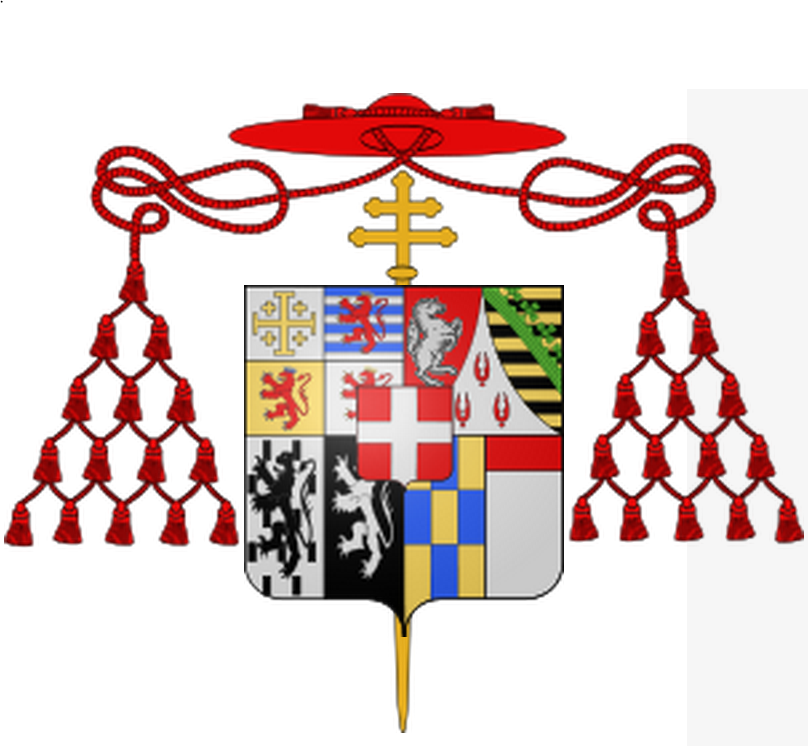
Kardinalswappen

Im Konsistorium vom 10. Dezember 1607 kam Paul V. den Wünschen von Karl Emanuel I. nach und erhob Maurizio di Savoia zur Kardinalswürde. Der Kardinal war zu diesem Zeitpunkt erst 14 Jahre alt. Trotz des väterlichen Wunsches, durch seinen Sohn einen kardinalizischen Interessenvertreter an der Kurie zu haben, blieb der Sohn erst einmal für einige Jahre am Hof von Turin. Mit zunehmendem Alter spielte Maurizio di Savoia jedoch tatsächlich eine Rolle im römisch-savoyischen Verhältnis, wenn er auch selber nicht in Rom anwesend war. Der Nuntius sprach regelmäßig bei ihm vor und an den Kardinal wandten sich die meisten Briefe des Kardinalnepoten von Paul V. Karl Emanuel versuchte auch gezielt, die Karriere seines Sohnes so weiter zu fördern, dass diese einen möglichst großen Vorteil für das Herzogtum von Savoyen bringen sollten. Dazu gehört, dass Karl Emanuel sich darum bemühte, dass sein Sohn das päpstliche Lehen im Piemont, das Bischofsamt in Schweizer Bistum Sitten oder das Legat in Avignon erhalten sollte. Auf diese Weise sollte der savoyische Einflussbereich über die Staatsgrenzen hinaus ausgedehnt werden. Die Ambitionen Karl Emanuel I. für seinen Sohn blieben jedoch erfolglos. Erst 1621 erhielt Kardinal di Savoia eine Titeldiakonie zugewiesen: Santa Maria Nuova, wobei er nach einem Monat nach Sant’Eustachio wechselte. 1626 wurde er schließlich Kardinaldiakon von Santa Maria in Via Lata (bis 1642).
An Einfluss gewann Maurizio di Savoia erst, als sein Bruder und der Stammhalter der Familie die Schwester des französischen Königs als Ehefrau gewann und Maurizio im Anschluss daran sich mehr den französischen Interessen verpflichtet fühlte. Mit dem Paul V. nachfolgenden Papst Gregor XV. verstand er sich ebenso gut wie mit dessen Kardinalnepoten Ludovico Ludovisi. Im Konklave nach dem Tod von Gregor XV. hatte er nach Ansicht des Papsthistorikers Ludwig von Pastor entscheidenden Anteil daran, dass mit Maffeo Barberini ein Mitglied der Barberini-Familie die päpstliche Tiara erhielt. Dieses Konklave war das einzige, an dem er während seines immerhin 35 Jahre währenden Kardinalats teilnahm. Das Verhältnis zu Urban VIII. und dessen Kardinalnepoten Francesco Barberini war jedoch nicht so eng wie zu dem vorherigen Papst. Er residierte zwar nun in Rom, enthielt sich jedoch weitgehend den langwierigen Arbeiten in päpstlichen Kommissionen und Kongregationen. Stattdessen betätigte er sich als Mäzen und baute unter anderem eine umfangreiche Kunstsammlung auf. Der Lebenswandel des Kardinals und seines Hofstaates verschlang jedoch Unsummen. Seine Finanzen waren letztendlich so zerrüttet, dass man ihn am Hof von Savoyen im Jahre 1634 unter Aufsicht eines Rates stellte. Dort regierte seit 1630 sein Bruder Viktor Amadeus I. 1638 starb der regierende Herzog von Savoyen und hinterließ zwei unmündige Söhne, Francesco Hyacinth und Karl Emanuel. Seine Witwe Christina von Frankreich beanspruchte nicht nur die Vormundschaft über diese zwei Erben des Hauses Savoyen, sondern wollte auch die Regentschaft übernehmen. Nachdem Francesco Hyacinth im Oktober 1638 starb, verwickelte Kardinal Maurizio di Savoia – nunmehr der zweite in der Thronnachfolge – gemeinsam mit seinem jüngeren Bruder Thomas von Savoyen und spanischer Unterstützung Christina von Frankreich daraufhin in einen vierjährigen Erbfolgekrieg. Die geschickt agierende Christina von Frankreich, die sich wiederum französischer Unterstützung bediente, ging aus diesem Konflikt siegreich hervor. Sie konnte ihr Herzogtum nicht nur für ihren Sohn bewahren, sondern vermied auch, dass das Herzogtum in die Hände Frankreichs fiel. Im Friedensschluss von 1642 zwang sie Maurizio di Savoia, sein Kardinalat niederzulegen und ihre erst vierzehnjährige Tochter Ludovica Cristina von Savoyen zu heiraten. Die Rückkehr in den weltlichen Stand war Maurizio di Savoia möglich, da er aufgrund eines Dispenses von Papst Paul V. bei der Ernennung zum Kardinal keine kirchlichen Weihen empfangen hatte. Maurizio di Savoia wurde zunächst ein politisch einflussloser Statthalter in der damals wenig glamourösen Stadt Nizza. Auch in Turin blieb er nach seiner Rückkehr ohne jeglichen Einfluss. Er starb am 3. Oktober 1657 in Turin an einem Schlaganfall. Seiner Witwe hinterließ er keine Kinder, jedoch einen gigantischen Schuldenberg.